# قصة رمزية
القِصّة الرّمزيّة قصة لها أكثر من معنى. ومعظم القصص الرمزية تتضمن معاني أخلاقية أو دينية. وتتضمن القصص الرمزية المشهورة الحكايات المنسوبة إلى أيسوب، وهو كاتب إغريقي قديم. وعلى ما يبدو فإن حكايات الكاتب أيسوب.
تهتم بوصف مغامرات الإنسان والحيوانات. ولكن الكاتب كان يرغب في أن يعلّم قراءه شيءًا حول طبيعة الإنسان.
ولعل من أشهر حكايات يعسوب الخرافية قصة الثعلب وعناقيد العنب
، وفي ظاهر القصة، أو معناها الحرفي
أن ثعلبًا يريد الحصول على عنقود من العنب متدلٍ فوق رأسه، يحاول الثعلب يائسًا الوصول إلى العنب لكنه لا يتمكن من ذلك. وفي النهاية يتخلى الثعلب عن رغبته وهو يقول: قد يكون العنب حامضًا على أية حال. إن المعنى الرمزي لتلك القصة هو أن الناس قد يتظاهرون بأن الأشياء التي لا يمكنهم الحصول عليها ليست ذات قيمة.
وقد كان للقصص الرمزية شهرتها الكبرى خلال العصور الوسطى والنهضة في أوروبا. أما الكوميديا الإلهية التي كتبها دانتي أليجيري، في أوائل القرن الرابع عشر الميلادي فإنها تروي حرفيًا قصة رحلة رجل إلى السماء عن طريق الجحيم ومن خلال المطهر. فمن الناحية الرمزية تصف القصة أن روحًا نصرانية تسمو من حالة الذنب إلى حالة القدسية، وتتضمن قصص رمزية أخرى الحكايات الرمزية ذات المغزى الأخلاقي عن عيسى، وقصة فيري كوين (الملكة الأسطورية) التي كتبها إدموند سبنسر في أواخر القرن السادس عشر.
وبعد عام 1600م، بدأت قصص الرمزية تفقد شعبيتها في أوروبا. وعلى أية حال، فإن كثيرًا من الكتاب الذين جاءوا فيما بعد استخدموا تلك القصص الرمزية لتحري معاني الوجود البشري. ومن أمثلة تلك القصص قصة موبي ديك التي كتبها هرمان ملفيل الكاتب الأمريكي عام (1851م)، وقصة يقظة فينجانز لمؤلفها جيمس جويس الأيرلندي عام (1939م)، وقصة سيد الذباب (1954م) لمؤلفها الإنجليزي وليم جولدنج، وقصة جلز راعي الماعز
(1966م) لمؤلفها جون بارث الأمريكي.